# کریپه
کلئوفیس یا به زبان سانسکریت کریپه یک شخصیت اصلی در نبرد میان اسکندر با آساکانی دارد. کلئوفیس مادر آساکانوس فرماندهٔ جنگ در زمان یورش اسکندر در سال ۳۲۶ پیش از میلاد بود. او پس از مرگ پسرش در جنگ، فرماندهی و مسئولیت مذاکره برای اتمام جنگ را بر عهده گرفت که با این کار مقامش بعداً حفظ شد. البته برخی از تاریخ نگاران ادعا کرده‌اند که علت موافقت اسکندر با این صلح، فرزندی است که کلئوفیس از اسکندر باردار می‌شود، اما این مطلب از سوی تاریخ نگاران نزدیک تر به دوران یورش ادعا نشده است.

## جنگ
در سال ۳۲۶ پیش از میلاد سپاهیان اسکندر در غرب رود سند اتراق می‌کنند تا برای نبرد با آساکانی آماده شوند. برپایهٔ نوشته‌های کوینت کورس، آساکانی‌ها در دفاع از سرزمین شان لشکری از ۲۰ هزار سواره، ۳۸ هزار پیاده و ۳۰ فیل آماده کردند. آبهیسارا ۷۰۰۰ مزدور نیز از کمبوه بسیج کرده بود.
پس از شکست در نبرد، آساکانی‌ها به شهر ماساگا عقب‌نشینی کردند که در آنجا هم جنگ پنج روز (یا نه روز) طول کشید. در این جنگ بود که آساکانوس کشته شد. کلئوفیس پس از کشته شدن پسرش خود را فرمانده دانست و زنان آساکانی را نیز به جنگ فراخواند و باعث شد تا سنگر شهر نگه داشته شود.
کم‌کم وقتی کلئوفیس احساس کرد شکست نزدیک است تلاش کرد تا با اسکندر به صلح برسد و ماساگا را به همراه پیروانش رها کرد. دیودور سیسیلی می‌گوید:
کلئوفیس هدایای ارزشمندی برای اسکندر فرستاد و همراه آنها یک پیام فرستاد که در آن بزرگی و برتری اسکندر را به رسمیت شمرده بود و اطمینان داده بود که او به معاهده پایبند خواهد بود.
برپایهٔ کوینت کورس و آریان، کلئوفیس به همراه نوه‌های دخترش همگی دستگیر می‌شوند.
در مقابل اسکندر با طرف بازنده بسیار خشن برخورد کرد او ماساگا را سوزاند. ویکتور هانسن چنین می‌نویسد:
[اسکندر] پس از آنکه در مقابل عهدنامهٔ تسلیم، جان آساکانی‌ها را تضمین کرد او همهٔ سربازانی که در مقابل محاصره ایستاده بودند را از دم کشت. … احتمالاً سربازان پادگان نیز سلاخی شدند.
همچنین اسکندر به دنبال مزدوران کامبوج فرستاد و آن‌ها را روی یک تپه محاصره کرد و همه را کشت. دیدور همهٔ این رویدادها را به خوبی توصیف می‌کند:
زنان سلاح کشته شدگان را به دست گرفتند و شانه به شانه در کنار مردان شان جنگیدند. آنهایی که از خودشان سلاح داشتند تمام تلاش شان را کردند تا برای شوهرشان سپر شوند و دیگرانی که سلاح نداشتند با جان شان جنگیدند تا دشمن را عقب برانند و سنگر را حفظ کنند.

## کلئوفیس و اسکندر
بعدها نویسندگان اروپای قدیم از جمله ژوستین و کوینت کورس ادعا کردند که کلئوفیس از اسکندر یک بچه دارد چون اسکندر نسبت به او بسیار بخشنده بود و اجازه داد جایگاهش را حفظ کند.
به هرحال در تاریخ ثبت شده است که کلئوفیس پس از این رویدادها بچه ای به دنیا می‌آورد و نام آن را اسکندر می‌گذارد. تاریخ نویسان نزدیک تر به رویدادها این مسئله را بیان نکرده‌اند.